# Thomas Ernst
Thomas Ernst (ur. 17 sierpnia 1960) – szwedzki szachista, arcymistrz od 1991 roku.

## Kariera szachowa
Od pierwszych lat 80. do końca 90. należał do ścisłej czołówki szwedzkich szachistów.  Trzykrotnie reprezentował swój kraj na szachowych olimpiadach (1984, 1988, 1992) oraz w drużynowych mistrzostwach Europy w roku 1992 w Debreczynie, gdzie Szwedzi zajęli V miejsce. Jest ośmiokrotnym medalistą mistrzostw swojego kraju: złotym (1993), dwukrotnie srebrnym (1985, 1988) oraz pięciokrotnie brązowym (1982, 1983, 1984, 1986, 1996).
Pierwszy sukces na arenie międzynarodowej odniósł w roku 1983, dzieląc w turnieju Rilton Cup III miejsce. W tym samym roku zajął II-III miejsce w kołowym turnieju w Eksjö. W 1985 podzielił II miejsce w otwartym turnieju w Kopenhadze. W 1987 osiągnął duży sukces, zwyciężając w turnieju strefowym (eliminacji mistrzostw świata) w Gausdal, dzięki czemu w tym samym roku wystąpił w Suboticy w turnieju międzystrefowym, zajmując XII miejsce. W 1990 osiągnął kolejny sukces, dzieląc I miejsce (wraz z m.in. Lwem Poługajewskim, Siergiejem Dołmatowem, Rafaelem Waganianem i Yasserem Seirawanem) w silnie obsadzonym openie w Reykjaviku. W następnym roku zajął II miejsce (za Aleksiejem Szyrowem) w Gausdal. W 1992 triumfował w otwartych turniejach w Sztokholmie oraz Malmö. Na przełomie 2000 i 2001 r. podzielił I miejsce (wspólnie z Jurijem Jakowiczem) w turnieju Rilton Cup w Sztokholmie, w 2001 zwyciężył (wraz ze Stellanem Brynellem) w Örebro, w 2002 zajął II miejsce w turnieju Excelsior Cup w Göteborgu, natomiast w 2004 podzielił II miejsce (za Jonnym Hectorem) w Kopenhadze.
Najwyższy ranking w karierze osiągnął 1 lipca 1992 r., z wynikiem 2570 punktów dzielił wówczas 78-88. miejsce na światowej liście FIDE, jednocześnie zajmując 2. miejsce (za Ulfem Anderssonem) wśród szwedzkich szachistów.